# Scott Sports
Die Scott Sports SA ist ein Schweizer Sportartikelhersteller mit Wurzeln in den Vereinigten Staaten, wo das Unternehmen als Scott USA Inc. firmiert. Es entwickelt und vertreibt unter eigener Marke Sportartikel in den Geschäftsbereichen Radsport, Wintersport, Motorsport und Laufsport. Die Produktpalette der eigenen Fahrradmarke Scott reicht von Rennrädern über Mountainbikes bis zu Touren- und Alltagsrädern.

## Geschichte
1958 entwickelte der aus Sun Valley in Idaho stammende Ingenieur und Skifahrer Ed Scott den ersten Skistock aus Aluminium, der aufgrund seiner überragenden Eigenschaften die damals üblichen Bambus- oder Stahlstöcke beinahe vollständig vom Markt verdrängte. 1970 brachte Scott eine spezielle Schutzbrille für den Motocrosssport heraus, weitere Artikel wie Bekleidung folgten. 1978 expandierte das Unternehmen nach Europa und eröffnete im schweizerischen Freiburg im Üechtland eine eigene Niederlassung.
1986 stellte das Unternehmen sein erstes Mountainbike vor und 1989, sehr viel wegweisender, einen aerodynamischen Lenker, mit dem der Radrennfahrer Greg Lemond in einem aufsehenerregenden Finale gegen Laurent Fignon die Tour de France mit nur 8 Sekunden Vorsprung gewann; dem knappsten Sieg in der über hundertjährigen Geschichte der Rundfahrt. Diese von Scott entwickelte aerodynamische Lenkerform ist heute beim Zeitfahren obligatorisch und findet darüber hinaus weite Verbreitung im Triathlonsport. 1991 entwickelte man bei Scott mit der Unishock eine der ersten Federgabeln und stellte ein Jahr später der Öffentlichkeit die ersten vollgefederten Mountainbikes vor. Der Rennradsektor wurde beständig ausgebaut und 2002 erzielte man einen ersten prestigeträchtigen Etappensieg bei der Tour de France.
2015 wurde das Unternehmen mehrheitlich von dem koreanischen Sportartikelhersteller Youngone Corporation übernommen. 2019 baute Scott einen neuen Firmenhauptsitz im schweizerischen Givisiez.
Zwischen 2018 und 2020 war Scott u. a. Sponsor und Ausrüster des UCI World Teams Mitchelton-Scott.

## Produktion
Die meisten Produkte von Scott werden von OEM-Zulieferern aus Asien bezogen.

## Produkte

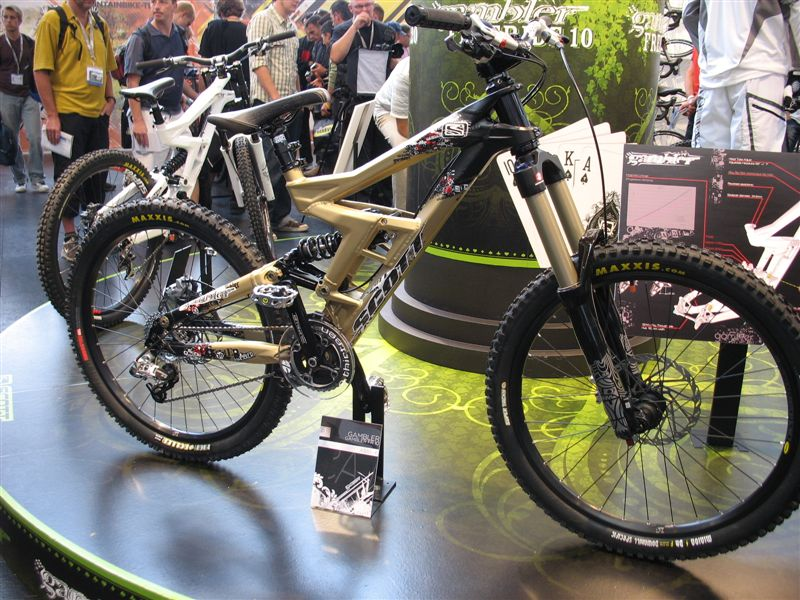
Scott Gambler FR10

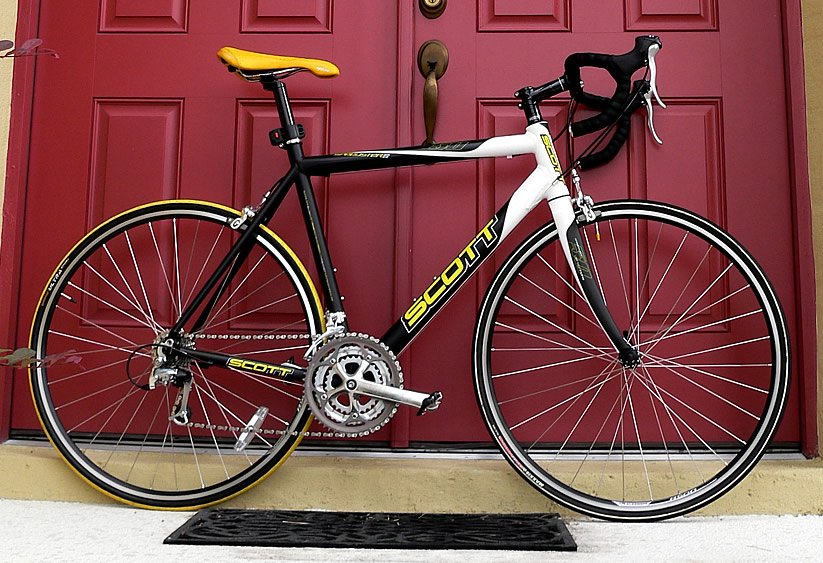
Scott Speedster S50

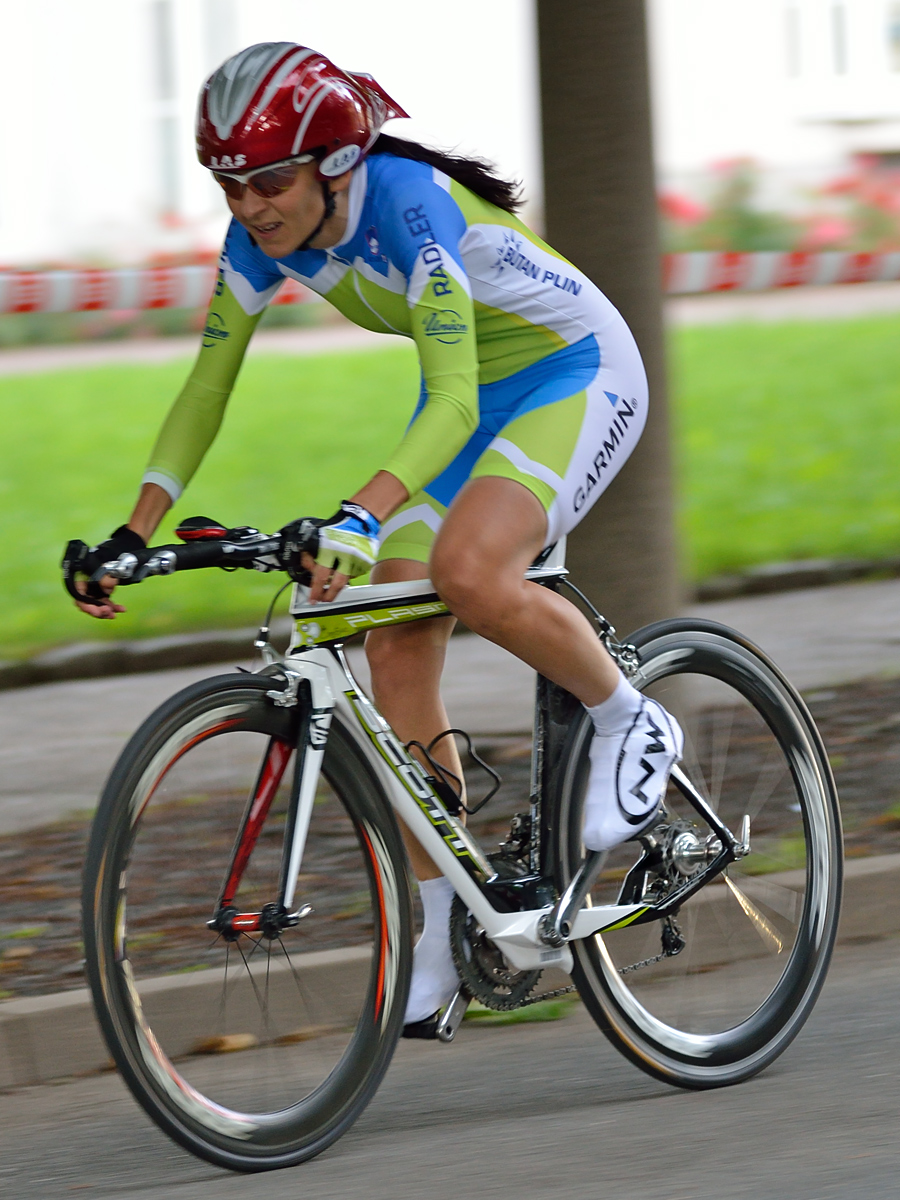
Scott Plasma 2

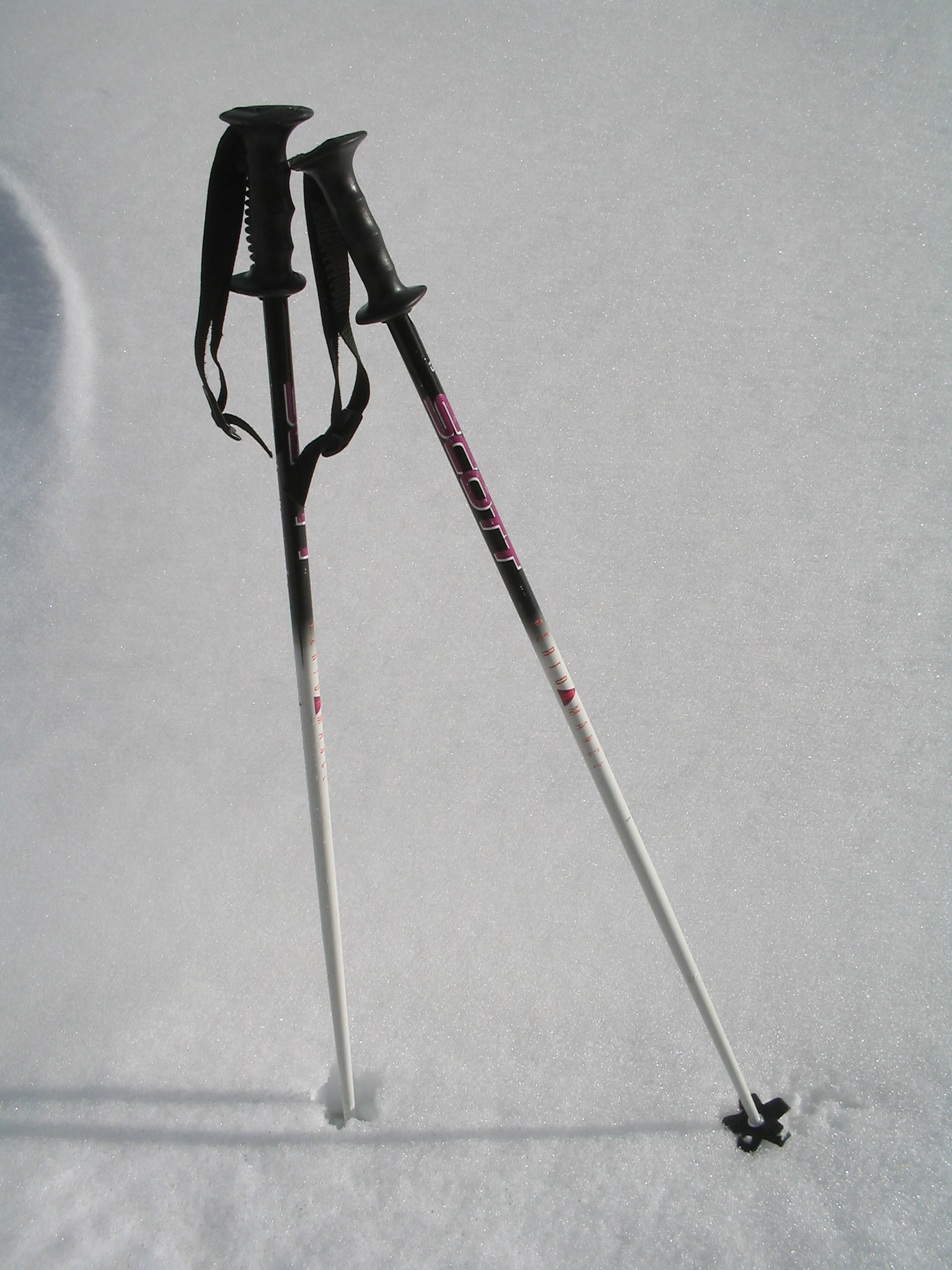
Aluminium-Skistöcke von Scott

### Radsport

#### Mountainbike-Modelle
- Scale (Cross Country / Race Hardtail)
- Spark (Cross Country / Race Fully)
- Aspect (Allround)
- Genius (All Mountain / Trail (ältere Modelle Enduro, diese wurden mit dem Ransom abgelöst))
- Ransom (Enduro)
- Voltage (Dirt Bike)
- Voltage FR (Freeride / Slopestyle)
- Gambler (Downhill / Freeride)
- Patron (All Mountain / Trail)

#### Rennrad-Modelle
- Foil
- Addict
- Addict CX (Cyclocross)
- Addict eRIDE
- CR1
- Speedster
- Solace
- Plasma (Triathlon- und Zeitfahrrad)

### Motor- und Wintersportausrüstung

#### Bekleidung
- Protektoren
- Brillen
- Skier, Skischuhe, Skistöcke und Zubehör

## Bekannte Sportler mit Scott-Equipment (Auswahl)
- Nino Schurter, Radrennfahrer, MTB World Champion und Olympiasieger Cross Country in Rio de Janeiro
- Jeremy Heitz, Freeskier
- Hanna Klein, Radrennfahrerin, Deutsche Vizemeisterin MTB Cross Country 2015
- Sebastian Kienle, Triathlet
- Luke Jarrod McKenzie, Triathlet
- Annabel Luxford, Triathletin
- Cyril Viennot, Triathlet
- Beth Gerdes, Triathletin
- Iris Pessey, Ultra- und Bergläuferin